# 아동안전위원회
아동안전위원회는 대한민국의 비영리민간단체이다.

## 설립 목적
아동이 안전한 나라의 법 기반을 마련하기 위해 국민 누구나 입법활동에 참여할 수 있는 사회적 공간을 마련함으로써 국민 집단지성으로 국민 눈높이에 맞는 아동 관련법을 제정하고 있다.

## 국민 위원
국민이 누구나 가입할 수 있어 전문가 강연, 법무법인 자문 등의 학습과 도움을 마련하였다.

## 활동 과정
- 오티
- 전문가 강연
- 조별토론
- 전체토론
- 개정안 완성
- 입법 캠페인